# 金海街道 (厦门市)
金海街道是中华人民共和国福建省厦门市翔安区下辖的一个街道办事处。2021年3月1日，将新店、马巷两个街道析置为新店、凤翔、金海、香山、马巷、民安六个街道。

## 行政区划
金海街道下辖：
金海街道下辖澳头、西滨、欧厝、彭厝、前浯、浦边、后村、鼓锣、浦西、浦园、鼓岩、洪钟、滨港、鼓翔、浦滨15个社区。